# Sonderaktion 1005
Als Sonderaktion 1005, auch Aktion 1005 oder „Enterdungsaktion“ genannt, wurde das Öffnen der Massengräber der zuvor ermordeten jüdischen Bevölkerung und Kriegsgefangener sowie die Verbrennung der exhumierten Leichen bezeichnet, die in den Vernichtungslagern Kulmhof, Belzec, Sobibor und Treblinka sowie in zahlreichen Massengräbern der Einsatzgruppen vergraben worden waren. Auch die sterblichen Überreste der Sinti und Roma, Behinderter, Psychiatriepatienten und aller, die massenhaft als Partisanen oder Widerständler erschossen, erschlagen oder vergast worden waren, sollten später nicht mehr aufzufinden sein. Ziel war, möglichst alle Beweise zu vernichten, die über das Ausmaß des Völkermords und einzelne Massaker Auskunft geben konnten.
Die Aktion wurde in den Jahren von 1942 bis 1944 unter Leitung des Reichsministeriums für die besetzten Ostgebiete vorwiegend in der Ukraine und in Polen durchgeführt. Alle an der Aktion beteiligten Einheiten erhielten die Bezeichnung „Sonderkommando 1005“ bzw. „Leichenkommando“. Die „Sonderkommandos 1005“ erhielten Unterstützung von Einheiten des Sicherheitsdienstes und der Ordnungspolizei.

## Planung

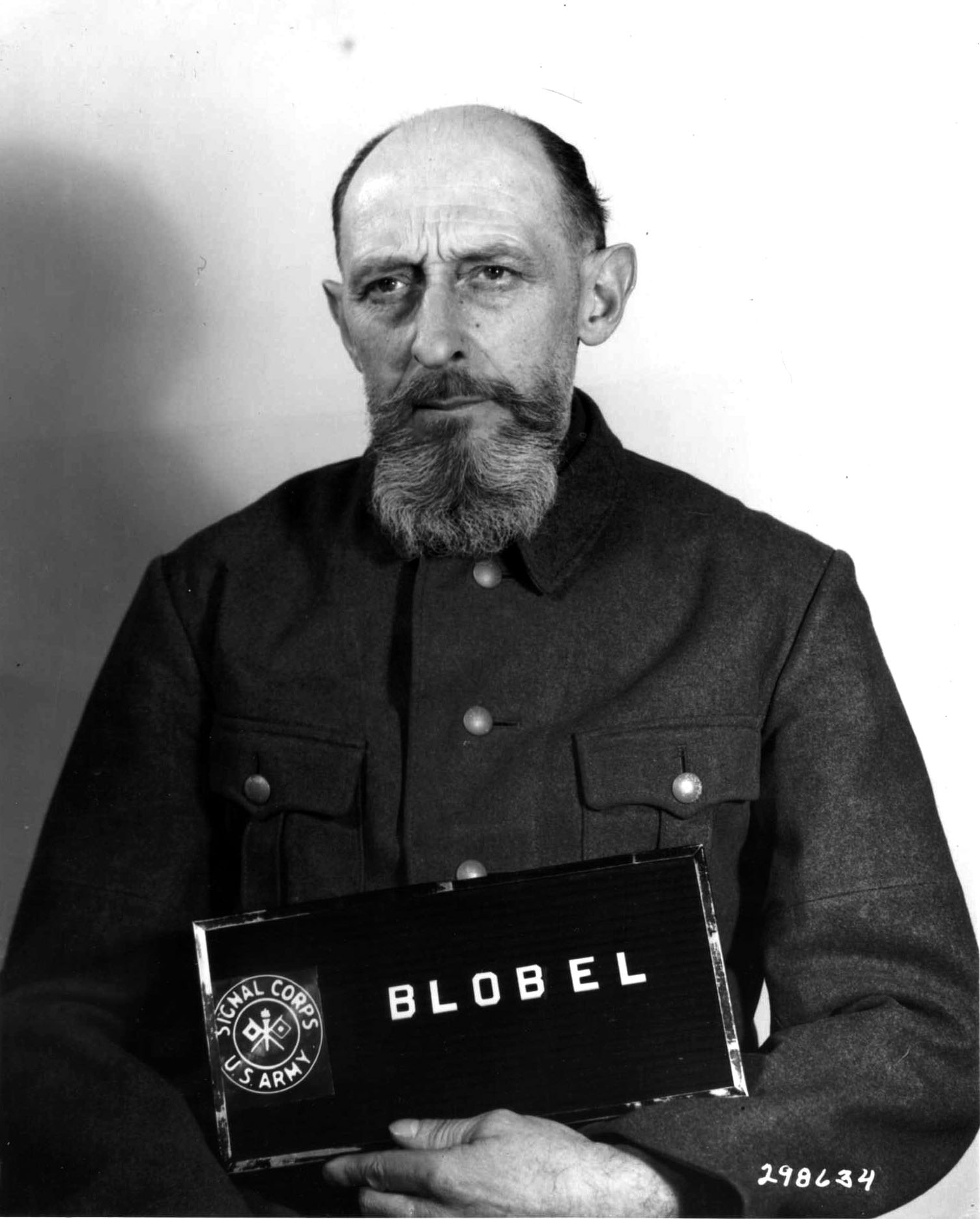
Paul Blobel, Leiter des „Sonderkommandos 1005“

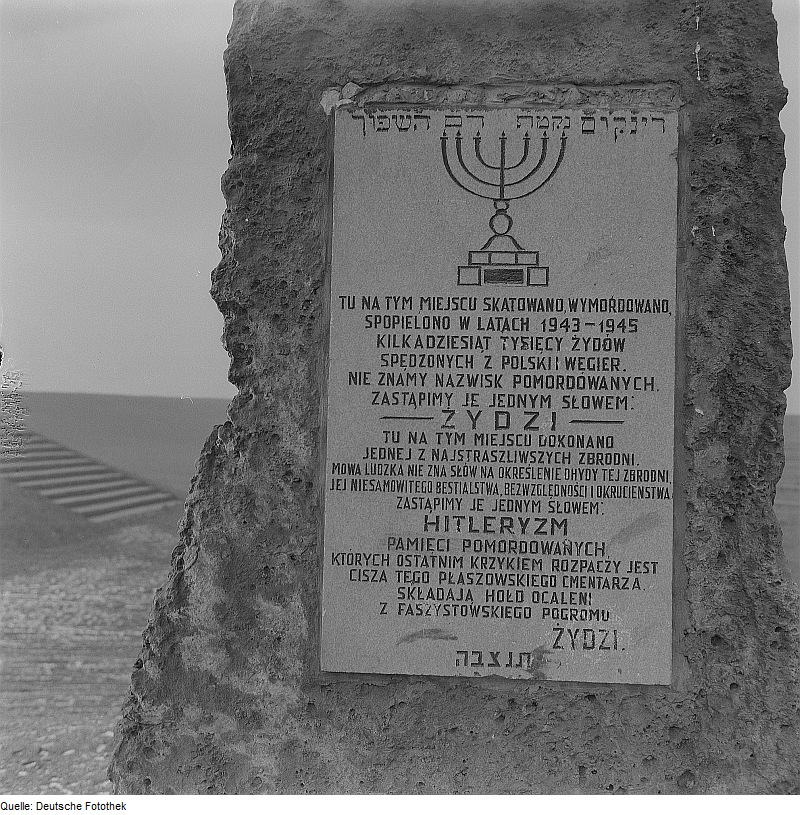
Mahnmal KZ Plaszow.

Die Planung der Sonderaktion 1005 begann wahrscheinlich im Januar 1942, als Reinhard Heydrich den bislang als Kommandoführer des Einsatzkommandos 4a eingesetzten SS-Standartenführer Paul Blobel zu einem Treffen nach Berlin einbestellte. Im März oder April 1942 erhielt Blobel von Heinrich Müller im Reichssicherheitshauptamt nähere Instruktionen und wurde als Leiter eines „Sonderkommandos 1005“ eingesetzt. Das Aktenkürzel „1005“ hatte Müller in einem Schreiben vom 28. Februar 1942 an Martin Luther vom Auswärtigen Amt als Geschäftszeichen verwendet. Müller etablierte die im Entstehen begriffene Dienststelle aus Tarnungsgründen unter diesem Aktenkürzel. Blobel besaß kein eigenständiges Stabsquartier in Berlin. Seine Aktenverwaltung ließ Blobel im Eichmannreferat erledigen. Wenn er sich in Berlin aufhielt, diente ihm das SD-Gästehaus Am Großen Wannsee 56/58, das Haus der Wannseekonferenz, als Unterkunft und Organisationszentrale. Sein erstes Quartier nahm er in Litzmannstadt.
Eine systematische Spurenbeseitigung organisierte Paul Blobel, indem er die örtlichen Gendarmerie-Gebietsführer anwies, ihm Listen derjenigen Orte zu schicken, an denen die Leichen verscharrt worden waren. Diese Unterlagen sollten letztendlich vernichtet werden, jedoch gerieten einige Dokumente trotzdem in die Hände der Sowjets und wurden teils sogar im sowjetischen Rundfunk verlesen.
Die Beseitigung der Spuren war mehrfach motiviert. Zum einen wollten die Nationalsozialisten Beweismaterial vernichten, da bei den Alliierten schon entsprechende Gerüchte kursierten und Rückschläge bei der Kriegsführung nicht ausgeschlossen werden konnten. Das vorrangige Motiv war allerdings, dass in Kulmhof, in Treblinka und den Massengräbern bei Bunker I und II im KZ Auschwitz-Birkenau Verwesungsgase und übelriechende Flüssigkeiten an die Oberfläche kamen. Eine Vergiftung des Grundwassers sollte ausgeschlossen werden. Vereinzelt wurde auch befürchtet, dass zukünftige Generationen die Massenmorde nicht verstehen und nicht billigen könnten.

## Durchführung

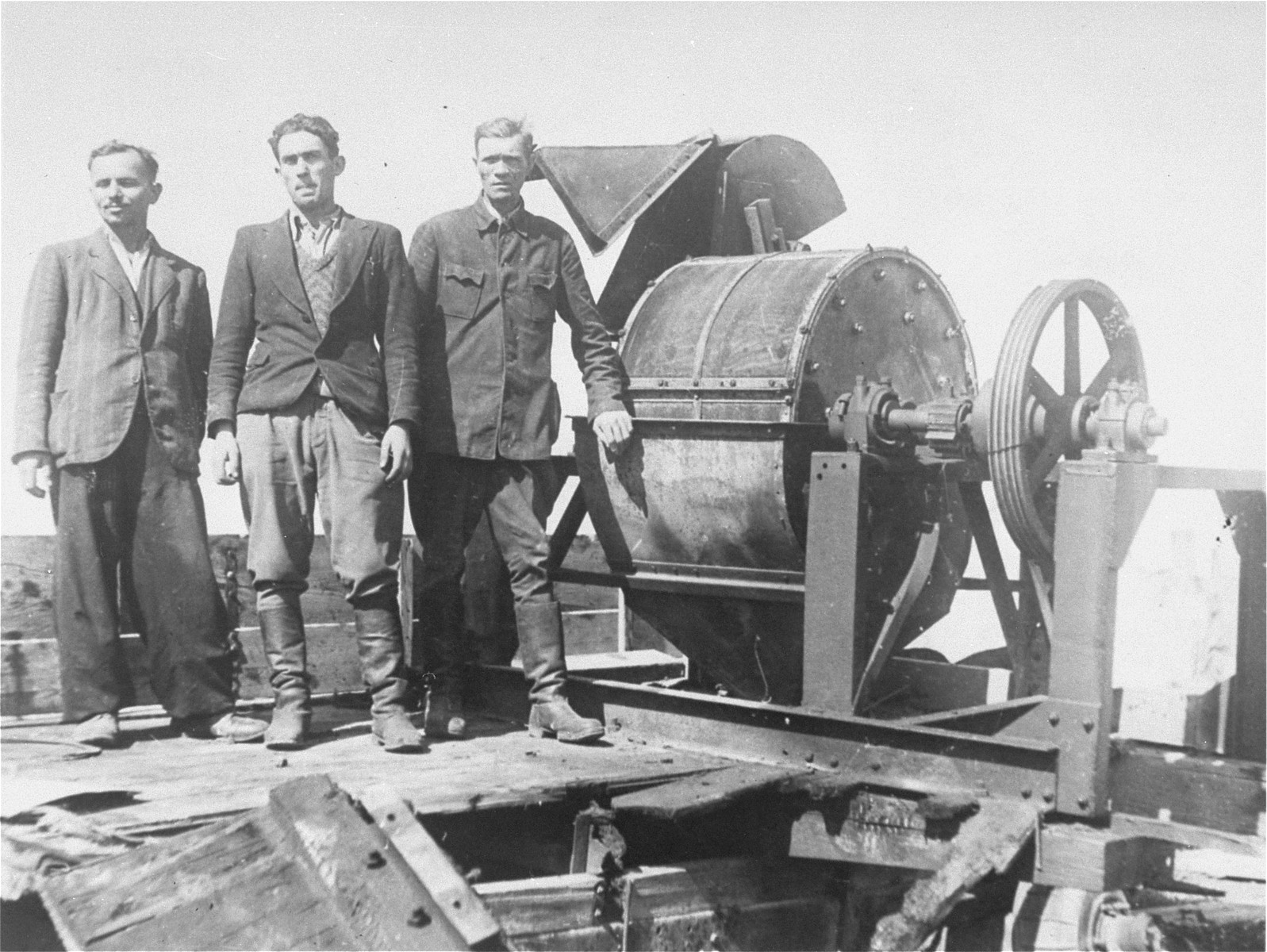
Zwangsarbeiter der Sonderaktion 1005 posieren vor einer Knochenmühle im Lager Janowska (August 1944)

Paul Blobel verbrachte im Vernichtungslager Kulmhof, der ersten deutschen „Todesfabrik“, den Sommer 1942 damit, Möglichkeiten zur Beseitigung der Leichenmassen auszuprobieren. Er ließ die Leichen ausgraben – der Terminus technicus lautete „Enterdung“ – und benutzte sie für seine Experimente. Zunächst wurden sie gezählt und alle Wertgegenstände, insbesondere das Zahngold, an die Reichsbank abgeführt. Jüdische Häftlinge und später auch zum Tode verurteilte Strafgefangene, im Täterjargon als „Figuren“ oder „Tote auf Urlaub“ bezeichnet, mussten die Körper der Ermordeten auf verschiedene Art und Weise in Brand setzen. Zunächst in den freigelegten Leichengruben, später auf offenem Gelände, kamen beispielsweise Flammenwerfer und Thermitbomben zum Einsatz. Mit Handstößeln mussten übriggebliebene Knochen zerkleinert oder mit Knochenmühle zu Asche gemahlen werden. Häftlinge, die sich dieser Arbeit widersetzten oder unter der Last zusammenbrachen, wurden von ihren Bewachern – meist gewöhnlichen Polizisten – durch einen Genickschuss getötet. Ohnehin durfte, um der Geheimhaltung willen, keiner von ihnen überleben. Blobel gab den Befehl aus, jedes dieser Häftlingskommandos nach zwei Wochen zu „liquidieren“ und durch neue „Figuren“ zu ersetzen.
Beseitigungsversuche mittels Sprengstoff waren in diesem Zusammenhang nicht erfolgreich. Auch mehrere der errichteten Versuchsöfen, in denen Holz oder Benzin als Brennmaterial verwendet wurde, arbeiteten nicht effizient genug. Im Sommer 1942 schloss Blobel seine Experimente ab. Als wirksame Beseitigungsmethode hatte er ein Verbrennungsverfahren entwickelt, bei dem über einem Rost aus Eisenbahnschienen Leichen und Brennholz im Wechsel aufgeschichtet und dann mit einem Brandbeschleuniger (z. B. Benzin) übergossen wurden. An jedem gewünschten Ort ließen sich fortan gewaltige Scheiterhaufen errichten. Die Verbrennungsrückstände wurden in einer Knochenmühle zermahlen und in den umliegenden Wäldern verstreut.
Mindestens eine dieser „Knochenmühlen“ hatte Blobel bereits 1942 in Hannover bei der Firma Schriever & Co. in der Bürgermeister-Fink-Straße bestellt.
Im Mai 1943 befahl der Reichsführer SS Heinrich Himmler die „Abäscherung“ der gesamten Ostfront, wobei die Asche so zu zerkleinern sei, dass später niemand mehr erkennen könne, wie viele Körper verbrannt worden waren. Die Kriegsverbrechen der deutschen Besatzung, speziell die Menschenvernichtung durch die SS-Einsatzgruppen und Polizeibataillone sollten unerkennbar werden. Blobel bildete daraufhin spätestens im Juni 1943 im Zwangsarbeitslager Lemberg-Janowska das „Sonderkommando 1005“, das jüdische Arbeitskommandos, die die Arbeit ausführen mussten, befehligte.
Die Arbeitskommandos waren in drei Gruppen aufgeteilt: Die erste Gruppe hob die Leichen mit Eisenhaken aus den Massengräbern, die zweite transportierte die Leichen zum Feuer und die dritte Gruppe fahndete nach Zahngold und versteckten Ringen. Die bei der Verbrennung anfallenden Knochenreste wurden mit Straßenwalzen zermalmt oder mit einer Kugelmühle zerkleinert und anschließend verstreut. Neben Paul Blobel waren einsatzführende SS-Angehörige die Scharführer Johann Rauch, Arthur Harder, Walter Schallock und Oberwachtmeister Kepick. Letztere waren Angehörige des SD (Sicherheitsdienst der SS). Die Überwachung der 129 eingesetzten Zwangsarbeiter übernahmen 70 Schutzpolizisten eines Polizeiregiments. Ende März 1944 kam die Rote Armee dem „Sonderkommando 1005“ bedrohlich nahe. Als unliebsame Zeugen wurden die Häftlinge der Arbeitskommandos ermordet.
Um die weiter im Osten befindlichen Gräber zu „enterden“, erweiterte Blobel seinen Stab und ließ mobile „1005-Kommandos“ aufstellen. Diese bestanden aus Angehörigen der Gestapo, Kriminalbeamten und Schutzpolizisten. Auch auf Angehörige der Einsatzgruppen des Reichssicherheitshauptamts (RSHA) wurde zurückgegriffen. Diese Einheiten hatten das Gros der Massenmorde im Ostfeldzug zu verantworten. In Lemberg und bei Mogilew entstanden eigene Schulungszentren, wo angehende 1005-Führer die „richtige“ Vorgehensweise beim Verbrennen von Leichen einübten. Zu diesem Zweck wurden Hinrichtungen am Ort durchgeführt.
Die Fortschritte bei den Enterdungen wurden getarnt als unverfängliche „Wettermeldungen“ übermittelt. Als „Niederschlagsgebiete“ bezeichnete man die Orte der Massengräber, die Menge der Leichen wurde als „Wolkenhöhe“ beziffert. Die Zahl der nach Abschluss der Arbeiten ermordeten Häftlinge titulierte man als „Regenmenge“.
Im Juli 1943 fuhr Blobel nach Kiew, um von dort aus die Massengräber im Operationsgebiet der Einsatzgruppe C und der Einsatzgruppe D beseitigen zu lassen. In Kiew setzte er ein „Kommando 1005 A“ ein, das aus zehn SD-Angehörigen und 60 Ordnungspolizisten bestand; Leiter war bis Februar 1944 Hansfritz Sohns. In Dnepropetrowsk stellte er ein „Kommando 1005 B“ auf. Beide Kommandos waren zur Spurenbeseitigung in Babyn Jar eingesetzt. An anderen Stellen wurde zur Beseitigung von Massengräbern auch ein Schaufelbagger eingesetzt. Nach Abschluss der Arbeiten wurden die Häftlinge in den Arbeitskommandos erschossen oder auch in Gaswagen umgebracht.
Max Thomas, der oberste RSHA-Repräsentant in der Ukraine, nannte die Aktion einen „Narrenauftrag“. Zu groß war die Zahl der zu entleerenden Erschießungsgruben und darüber hinaus war deren genaue Lage mitunter unbekannt. Zudem gelang einigen 1005-Gefangenen die Flucht, sodass die Geheimhaltung nicht mehr möglich war bzw. gewährleistet werden konnte. Den Spurenbeseitigern lief die Zeit davon. Die militärische Lage verhinderte schließlich die restlose Beseitigung von Massengräbern in der Ukraine.
Um von der Aktion 1005 abzulenken und zugleich einen Keil zwischen die Alliierten zu treiben, gab das Reichsministerium für Volksaufklärung und Propaganda 1943 den Fund der ca. 20.000 Leichen des von den Sowjets verübten Massakers von Katyn bekannt. Zugleich wurde ab Herbst 1943 die Vertuschung der eigenen Verbrechen in der Ukraine umso intensiver betrieben. Am Mittelabschnitt der Ostfront erhielten die Einheiten der Wehrmacht Order, ihre Stellungen so lange zu verteidigen, bis die Arbeit der „1005er“ hinter der Frontlinie beendet war. Das Grauen vollzog sich hinter Sichtschutzwänden, in schier endloser Wiederholung: Gräber öffnen, Tote herauszerren, Wertsachen sicherstellen, Leichen aufschichten und verbrennen, Knochen zerschlagen, Asche verstreuen. Frisch gesetzte Baumschößlinge tarnten anschließend die Gelände der ungezählten Massengräber. Letztlich mussten die 1005er immer mehr Leichengruben zurücklassen, weil die Front näher rückte und sie mit der Arbeit nicht hinterherkamen.
Im April 1944 wurden die Männer des Sonderkommandos „1005-A“ in Lemberg zusammengefasst; sie erholten sich in Zakopane und nahmen ihre Tätigkeit danach im Generalgouvernement wieder auf. Das Einsatzkommando „1005-B“ traf wenig später ebenfalls dort ein.
Ein Sonderkommando „1005-Mitte“ (auch „Sonderkommando C“ genannt) war überwiegend im Bezirk Bialystok, später in Maly Trostinez tätig. Ihm gehörte u. a. Adolf Rübe an. Weitere Enterdungskommandos setzte Blobel in Belarus ein, wobei er auf Männer zurückgriff, die früher in Einsatzkommandos tätig gewesen waren.
Seit Spätsommer 1943 wurde das Enterdungskommando im Baltikum tätig, schwerpunktmäßig bei Ponary und im Fort IX von Kowno. Der flächendeckende Einsatz durch die Teilkommandos D und E in Lettland setzte im März 1944 ein. Im Generalgouvernement bildete Blobel keine mobilen Kommandos. Er rief im Herbst 1943 die Kommandeure der Sicherheitspolizei und des SD zusammen und beauftragte sie mit der Beseitigung der Massengräber. Teilweise wurden für die neu eingesetzten Kommandoführer „Schulungskurse“ in Janowska angeboten. Die Quellenlage für diesen Komplex ist schlecht; der Einsatz von 17 Enterdungskommandos ist in Teilen belegt.
In Serbien – teilweise auch auf kroatischem Gebiet – begann ab Herbst 1943 die Tätigkeit des Sonderkommandos D, zunächst im KZ Sajmište, dann auch im KZ Jasenovac. Sie dauerte bis Mai 1944 an.
Die zur Spurenbeseitigung gezwungenen Häftlinge wurden sofort nach Ende der örtlichen Arbeiten als Geheimnisträger liquidiert. Die Zahl der ermordeten „1005-Häftlinge“ aller Brandstätten „dürfte eindeutig im fünfstelligen Bereich gelegen haben.“

## Vernichtungslager
Weitere Enterdungsaktionen fanden in den Vernichtungslagern der Aktion Reinhardt statt. Hier war Blobel jedoch nicht zuständig. Der Kommandant von Auschwitz, Rudolf Höß, ließ sich am 17. September 1942 in Kulmhof die Verbrennungsmethoden vorführen und wandte diese zwischen Ende September und Ende November 1942 sowie 1944 in Birkenau an. Hinweise gibt es auch auf Kontakte von Blobel zu Christian Wirth. Auch die Abertausenden Toten in den Lagern Belzec, Treblinka und Sobibor wurden fortan nach Blobels Scheiterhaufen-Methode verbrannt.

## Nach dem Krieg

### Nürnberger Prozesse
Blobel sagte in einem der Nürnberger Prozesse, dem Einsatzgruppen-Prozess, aus. Er wurde ausschließlich wegen seiner Verbrechen als Chef des Sonderkommandos 4a der Einsatzgruppe C angeklagt, zum Tod durch den Strang verurteilt und am 7. Juni 1951 hingerichtet. Die „Aktion 1005“ war nicht Gegenstand des Verfahrens. In einer eidesstattlichen Erklärung bezeugte er gegenüber dem amerikanischen Militärgericht, dass sich seine Aufgabe befehlsgemäß über das ganze Gebiet der Einsatzgruppen erstrecken sollte, er jedoch wegen des deutschen Rückzuges aus der Sowjetunion nicht zur Gesamtdurchführung seines Befehls gekommen sei. Einige Häftlinge der Arbeitskommandos konnten entkommen und später bei Prozessen in Polen und Deutschland als Zeugen gehört werden.

### Hamburger Prozess
Zwischen November 1967 und Februar 1968 fand am Hamburger Landgericht ein Prozess gegen drei Täter, Max Krahner, Otto Goldapp und Otto Drews, statt. Vertreter der Anklage war Oberstaatsanwalt Kurt Tegge. Er hatte eine 540 Seiten umfassende Anklageschrift verfasst, die laut Historiker Andrej Angrick „zu den besten Anklagen in NS-Verfahren gehört, die ich gesehen habe“. Die Ermittlungsakten, die zum Verfahren mit dem Aktenzeichen 141 Js 204/60 führten, umfassten mehr als zehntausend Seiten.
Krahner, ein ehemaliger SS-Hauptsturmführer, Goldapp und Drews, beide Polizisten, wurden wegen der Ermordung von 500 polnischen und sowjetischen Zwangsarbeitern des Leichenkommandos im Zusammenhang mit der „Sonderaktion 1005“ angeklagt.
Die Rekrutierung der Zwangsarbeiter für das Kommando erfolgte unter dem „falschen“ Versprechen einer späteren Freilassung. Die Häftlinge mussten 1943 und 1944 in Belarus und in der Umgebung der polnischen Stadt Białystok die Leichname von zehntausenden dort Ermordeten exhumieren und verbrennen. Nach Beendigung der Sonderaktion wurden die 500 Zwangsarbeiter durch Vergasung, Erschießung oder mittels Sprengstoff ermordet. Am 9. Februar 1968 endete der Prozess mit der Verurteilung der drei SS-Angehörigen zu lebenslangen Haftstrafen.
Max Krahner wurde 1977 begnadigt und starb 1997 im Alter von 93 Jahren. Otto Goldapp, geboren 1896, kam 1975 aus dem Gefängnis frei und lebte noch bis 1984. Otto Drews verließ das Gefängnis 1973 als Freigänger. Als er ein Jahr später wieder inhaftiert werden sollte, nahm er sich mit 65 Jahren das Leben. Oberstaatsanwalt Tegge wurde 1971 in die Verkehrsabteilung versetzt, angeblich aus „Fürsorge“, wie der damalige Justizsenator Ernst Heinsen (SPD) mitteilte. So blieb die „Aktion 1005“ sein einziger NS-Fall.
Ein weiterer Angeklagter, Friedrich Seekel, entzog sich dem Verfahren durch Suizid. Die Akten des Falls sind seit 2020 online abrufbar im Staatsarchiv Hamburg.

### Stuttgarter Prozess
Das Landgericht Stuttgart verhandelte vom 9. Dezember 1968 bis zum 13. März 1969 gegen vier Angeklagte, denen vorgeworfen wurde, nach Abschluss von Enterdungsaktionen die daran beteiligte Zwangsarbeiter ermordet zu haben. Die fortgesetzte Beihilfe zum gemeinschaftlichen Mord in mindestens 530 Fällen wurde dem Hauptangeklagten Hans Friedrich Sohns angelastet, einem 61-jährigen gelernten Juristen und einstigen SS-Sturmbannführer. Mit angeklagt waren der 66-jährige frühere SS-Hauptsturmführer Fritz Zietlow sowie Walter Helfsgott und Fritz Kirstein.
Nach Feststellung des Gerichts hat Sohns zwischen Ende Juli 1943 bis Januar 1944 an der Tötung von mindestens 250 Menschen in Babij-Yar und mindestens 30 im Bereich Nikolajew mitgewirkt. Auf Befehl seiner nationalsozialistischen Vorgesetzten exekutierte Sohns die zwangsläufig zu „Geheimnisträgern“ werdenden jüdischen und „fremdvölkischen“ Zwangsarbeiter. Als überzeugter Nationalsozialist sah er diese Menschen zudem für rassisch minderwertig an. Sohns wurde wegen fortgesetzter Verbrechen der Beihilfe zum Mord an mindestens 280 Menschen zu vier Jahren Zuchthaus verurteilt.
Der Angeklagte Zietlow hat laut Urteil zum Tod von insgesamt wenigstens 30 Menschen im Raume Nikolajew beigetragen. Seine Verantwortung fällt in diesem Zusammenhang in die Einsatzzeit des „Teilkommandos 1005 B“ im Zeitraum vom November 1943 bis zum Januar 1944. Fritz Zietlow wurde am 13. März 1969 zu zwei Jahren und sechs Monaten Zuchthaus verurteilt.
Freigesprochen wurden hingegen die beiden weiteren Mitangeklagten. Fritz Kirstein war als Verwaltungsführer und Kurier des „Teilkommandos 1005 B“ tätig gewesen und erfüllte damit nach Ansicht des Gerichts die „Voraussetzung für den wirksamen Einsatz aller Beteiligten und schließlich auch für die Tötung der Arbeitshäftlinge“; ein strafrechtlich relevantes Verhalten des Angeklagten im Hinblick auf den Tod der Gefangenen ließe sich daraus jedoch nicht ableiten. Der Angeklagte Walter Helfsgott habe sich nach Ansicht des Gerichts nicht am eigentlichen Exekutionsplatz aufgehalten, sondern sich um die äußere Absperrung gekümmert. Es ließe sich nicht ausschließen, dass er Befehlen allein deshalb gefolgt sei, weil er andernfalls an eine gegenwärtige Gefahr für sein Leben geglaubt habe. Die vorsätzliche Beteiligung Helfsgotts an den Tötungshandlungen sei aufgrund des Nötigungsstandes des §52 StGB in der putativen Form entschuldigt.
Der 1. Strafsenat des Bundesgerichtshofs verwarf am 17. August 1971 die Revision; an Stelle der verhängten Zuchthausstrafen traten jeweils Freiheitsstrafen von gleicher Dauer. Den beiden Verurteilten wurde zudem für die Dauer von fünf Jahren die Fähigkeit aberkannt, öffentliche Ämter zu bekleiden.

## Dokumentarfilme
- Ingolf Gritschneder: NS-Geheimkommando 1005 – Wie die Nazis ihre Gräuel vertuschten. 52:14 min., WDR / Arte, Deutschland 2022[29]